# グリゴリー・アルチェフスキー
グリゴリー・アレクセーヴィチ・アルチェフスキー（ロシア語: Григорий Алексеевич Алчевский, tr. Grigorii Alekseevich Alchevskii、ウクライナ語: Григорій Олексійович Алчевський、英語: Hryhoriy Oleksiyovych Alchevsky、1866年 ハリコフ - 1920年 モスクワ）は、ロシア帝国のウクライナ人作曲家。

## 経歴
出生から修学期
1866年、ロシア帝国・ハリコフで生まれた。父オレクシィは鉱山技師であり資本家（銀行家）で、母フルィスティナ・アルチェフスカは教師であった。1887年にハリコフ大学の物理数学部を卒業。その後、モスクワ音楽院で音楽教育を受け、歌唱と作曲科で1893年まで学び、その後ピアノ科で学んだ。作曲はセルゲイ・タネーエフとミハイル・イッポリトフ＝イワノフ、そして指揮者のアレクサンドル・ジロティに師事した。
音楽家・音楽教師として
音楽院卒業後は、音楽教師あるいは作曲家・声楽家として身を立てた。次第に声楽教育学や声楽芸術の理論と実践の分野を専門とするようになり、弟のイヴァン・アルチェフスキーも生徒の一人であった。また、ハリコフでバラライカ楽団を組織。1907年以降、ハリコフの新聞『ユージニー・クライ』で音楽評論家として活動。1920年、モスクワで死去。

## 作曲作品・作品について
交響曲《オレクシー・ポポヴィチ》や、ウクライナ民謡およびロシア民謡の編曲のほか、タラス・シェフチェンコやイヴァン・フランコ、レーシャ・ウクライーンカおよび妹フルィスティヤら同胞の詩人の作品への曲付けを手懸けた。声楽家のための教則本を数点執筆している。

## 家族・親族
- 父：オレクシィ・アルチェフスキーは鉱山技師、実業家。
- 母：フルィスティナ・アルチェフスカは教育者。
- 弟：ドミトリー・アルチェフスキー(1866年-1920年)は自然科学を修め、教師。クリミアで処刑された。
- 妹：アンナ・アルチェフスカ(1868年-1931年)は芸術家でアカデミー会員のアレクセイ・ベコトフ（英語版）に嫁いだ。
- 弟：ニコライ・アルチェフスキーは教師、文学者、演劇評論家。占領下のハリコフで飢えのため死去。
- 弟：イヴァン・アルチェフスキー（ドイツ語版）(1876年-1917年)は後に著名なオペラ歌手となった。
- 妹：フルィスティヤ・アルチェフスカ（ドイツ語版）(Христина Алчевская, 1882年-1931年）はフランス語教師で詩人。